# Glasfaserradierer

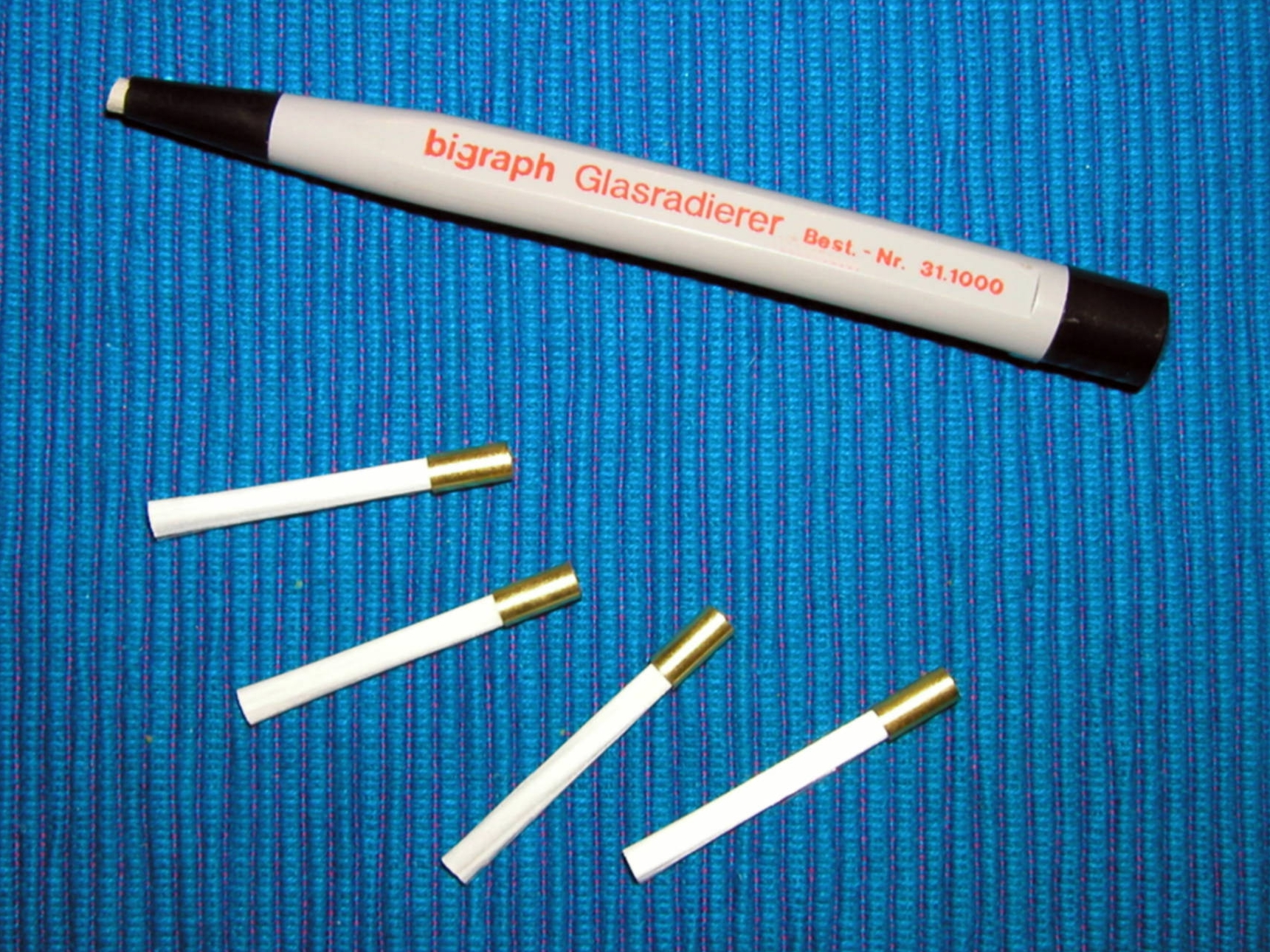
Glasfaserradierer mit Einsätzen

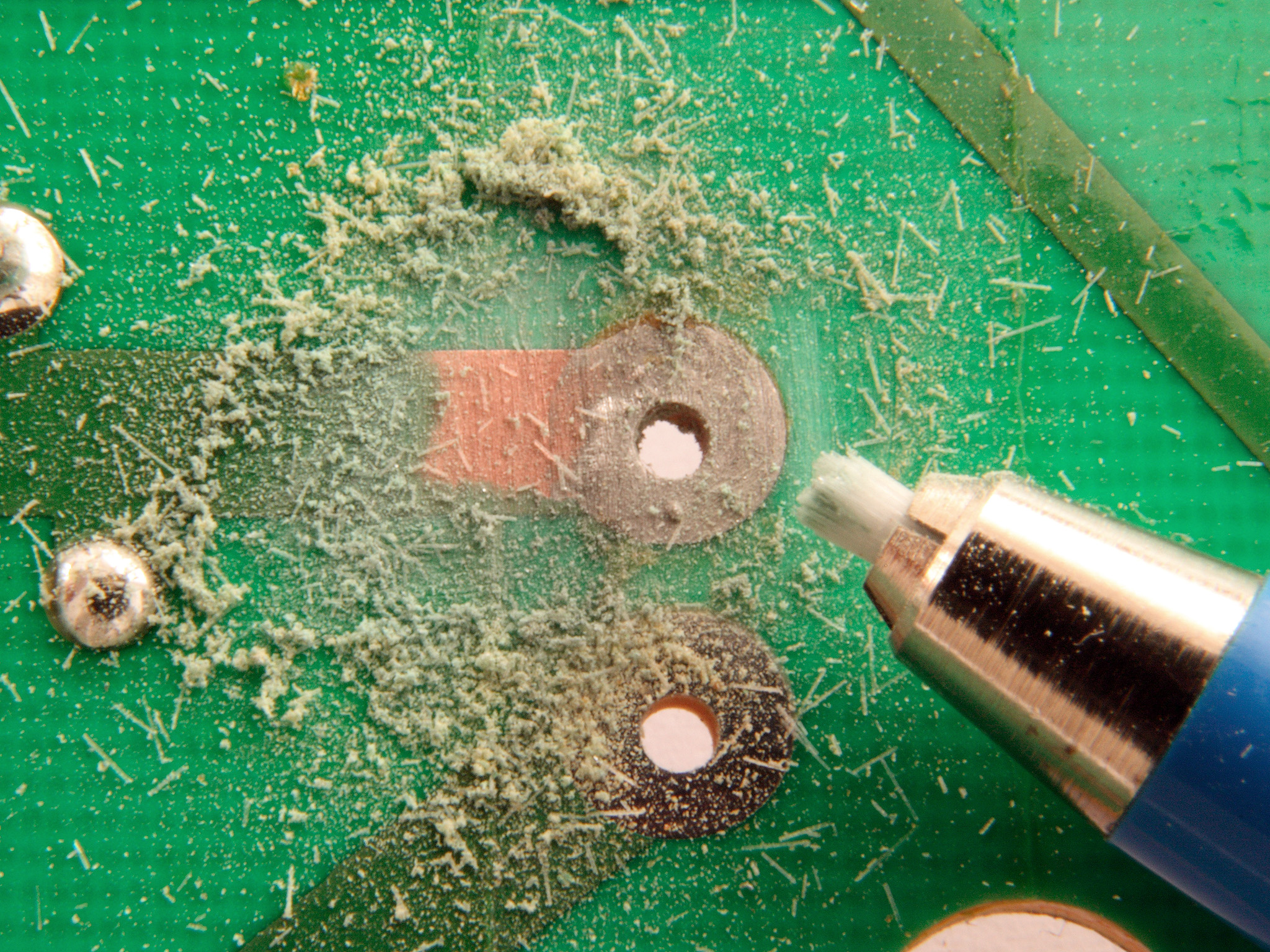
Entfernen von Lötstopplack auf einer Leiterplatte

Ein Glasfaserradierer, auch Glasradierer oder Glasfaserstift, ist ein Werkzeug zum Reinigen und Schleifen kleiner Flächen aus Metall, Kunststoff, oder Transparent- bzw. Pergamentpapier. Er dient weiterhin zum Entfernen von Lötstopplack auf elektrischen Leiterplatten, um an diesen Stellen elektrische Verbindungen in Form zusätzlicher Lötverbindungen anbringen zu können.
Glasfaserradierer wurden beispielsweise vor Einführung der Automatisierten Liegenschaftskarte in den Vermessungsämtern zur materialschonenden Fortführung der Veränderungen in den amtlichen Katasterplänen wie auch bei der manuellen Erstellung technischer Zeichnungen verwendet.

## Aufbau
Glasfaserstifte bestehen aus einer Schreibstifthülse, bei der ein circa zwei bis vier Millimeter dickes Bündel Glasfasern zur Spitze herausgeführt wird. Durch Dreh- oder Druckbewegungen am Stiftende (wie bei einem mechanischen Stift) wird das Glasfaserbündel weitertransportiert, um die Abnutzung auszugleichen. Das Faserbündel ist am hinteren Ende in Messing oder Stahl eingefasst und kann nach dem Verbrauch ausgetauscht werden.
Die durch die Benutzung des Glasfaserradierer freigesetzten Glasfaserpartikel, die oft mit bloßem Auge nicht zu erkennen sind, können die Haut reizen, in diese eindringen oder eingeatmet werden, weshalb eine Entfernung per Hand oder durch Pusten nicht angebracht ist.
Die Glasfaserstiften ähnlichen Glasfaserpinsel werden zum Reinigen von Oberflächen verwendet.